# Милорад Радовановић
Милорад Радовановић (Београд, 4. септембар 1947 — Београд, 10. јун 2020) био је српски лингвиста и редовни члан САНУ на одељењу језика и књижевности. Био је један од најзначајнијих српских лингвиста, који је дао велики допринос у проучавању социолингвистике, фази лингвистике, синтаксе и семантике, као и у области планирања језика.

## Биографија
Дипломирао је 1970. на Филозофском факултету Универзитета у Новом Саду, магистарирао две године касније на Филолошком факултету Универзитета у Београду, а докторску тезу из области синтаксе и семантике одбранио је на Филозофском факултету Универзитета у Новом Саду 1976. године. Специјализацију из семиотике завршио је на Универзитету Јужне Флориде и Летњем лингвистичком институту Лингвистичког друштва Америке, у Taмпи, на Флориди, 1975. године.
Био је редовни професор опште лингвистике на Филозофском факултету Универзитета у Новом Саду од 1986. до 2015. године, када се пензионисао. Као гостујући професор предавао је на европским и америчким универзитетима и у Јапану, и учествовао је по позиву на бројним међународним научним конференцијама широм света.
За дописног члана САНУ изабран је 2003, а за редовног 2012. године. Поред обављања функције потпредседника Огранка САНУ у Новом Саду, академик Радовановић је био члан и председник Одбора САНУ за савремени српски језик у светлу савремених лингвистичких теорија.

## Одбори
Држао је чланство у наредним одборима:
1. Одбор САНУ за проучавање српског језика у светлу савремених лингвистичких теорија (председник)
2. Одбор САНУ за српски језик и књижевност у поређењу са другим језицима и књижевностима
3. Одбора за стандардизацију српског језика

## Чланство у стручним удружењима
Држао је чланство у наредним стручним удружењима:
1. Лингвистичко друштво Америке (Linguistic Society of America)
2. Лингвистичко друштво Европе (Societas Linguistica Europaea)
3. Комисија за социолингвистику при Међународном комитету слависта

### Уреднички рад
1. Зборник Матице српске за филологију и лингвистику (члан уредништва)
2. Linguistics Abstracts (Oxford/Basil Blackwell) (члан уређивачког савета – consulting editor)
3. Студија о Србима (Нови Сад/Матица српска; Београд/Вукова задужбина и Завод за уџбенике и наставна средства) (главни уредник)
4. Целокупна дела Павла Ивића (Сремски Карловци, Нови Сад: Издавачка књижарница Зорана Стојановића, 1991-2019) (редактор издања)